# 계기착륙장치
계기착륙장치(計器着陸裝置, 영어: instrument landing system, ILS)는 공항 부근의 지상시설로부터 지향성 유도전파를 발사해 야간, 악천후 등 시야가 나쁠 때에도 안전하게 활주로까지 유도하는 정밀 전파항법 시스템이다. 활주로 옆으로 놓인 시설은 착륙 방향을 나타낸다. 로컬라이저(LOC, LLZ)는 강하 경로(세로 위치 혹은 높이)를 나타낸다. 글라이드 슬로프 또는 글라이드 패스는 활주로까지의 거리를 나타내는데 마커 신호 또는 DME로부터 데이터를 얻는다. 항공기는 각 안테나(ANT)의 LOC 및 GS 전파의 정보로부터 목표 경로와 현재 위치와의 차이를 산출해 코스편차지시기를 포함한 통합 계기에 표시한다. 조종사 또는 자동 조종 장치는 이 차이를 좁히면서 비행하는 것으로 올바른 경로를 따라서 진입이 가능해진다. MKR 또는 DME는 수신시에 활주로까지의 거리를 알 수 있지만, 이때 고도를 확인해 경로를 체크한다. 최근 MKR의 대용으로서 DME를 설치하고 있다. MKR은 상공을 통과하고 처음으로 거리를 알 수 있지만, DME의 경우는 접지점까지 단속적으로 거리 측정이 가능하다.

## 활공각도계
**글라이드 슬로프(glide slope, GS)**는 계기착륙시스템(ILS, instrument landing System)의 핵심 구성 요소 중 하나로, 항공기의 수직(고도) 방향을 안내하는 역할을 한다. 착륙을 준비하는 항공기가 정확한 강하 경로를 따라 활주로에 접근할 수 있도록 유도한다.

### 구성 및 동작 원리
글라이드 슬로프는 활주로 근처에 설치된 **GS 송신기(glide slope transmitter)**에서 신호를 송출하며, 항공기는 이를 수신하여 적절한 하강 경로를 유지할 수 있다.
- 주파수 신호:
  - 글라이드 슬로프는 90Hz(하단), 150Hz(상단) 신호를 송출한다.
  - 항공기가 올바른 강하 경로보다 위에 있으면 150Hz 신호가 강해지고, 아래에 있으면 90Hz 신호가 강해진다.
  - 조종사는 계기에 나타나는 신호를 보고 고도를 조정하여 **정확한 강하 경로(glide path)**를 유지한다.
- 표준 강하 경로:
  - 일반적으로 3°의 하강 각도를 유지하며 착륙한다.
  - 일부 공항에서는 지형, 장애물, 활주로 길이 등에 따라 2.5° ~ 5.5°까지 변동 가능하다.

### 글라이드 슬로프와 항공기 계기 표시
글라이드 슬로프 신호는 주비행표시기에서 마젠타색 다이아몬드 형태로 표시되며, 조종사는 이를 보고 항공기의 강하 경로를 조정한다.
- 고도 초과(Above Glide Path): 다이아몬드가 아래쪽에 위치하며, 항공기는 정상 강하 경로보다 높다. 조종사는 강하율을 증가시켜야 한다.
- 고도 부족(Below Glide Path): 다이아몬드가 위쪽에 위치하며, 항공기는 정상 강하 경로보다 낮다. 조종사는 강하율을 감소시키거나 고도를 유지해야 한다.
- 정확한 강하 경로(On Glide Path): 다이아몬드가 중앙에 위치하며, 항공기는 올바른 글라이드 슬로프를 유지하고 있다.

### 글라이드 슬로프와 계기 착륙 시스템 (ILS) 관계
글라이드 슬로프는 **ILS(Instrument Landing System)**의 필수 구성 요소 중 하나로, **로컬라이저(localizer, LOC)**와 함께 동작하여 3차원 착륙 경로를 제공한다.
- 로컬라이저(LOC): 항공기의 좌우 방향을 안내.
- 글라이드 슬로프(GS): 항공기의 수직(고도) 방향을 안내.

이 두 신호를 조합하면 정확한 자동착륙(Autoland) 또는 수동 착륙이 가능하며, 조종사는 이를 이용하여 저시정 조건에서도 안전하게 착륙할 수 있다.

## 로컬라이저
**로컬라이저(localizer, LOC)**는 계기착륙시스템(ILS, instrument landing system)의 핵심 구성 요소 중 하나로, 활주로 중심선을 기준으로 항공기의 **좌우 방향(Guidance in Lateral Axis)**을 안내하는 역할을 한다. 착륙을 준비하는 항공기가 활주로에 정렬되도록 유도하며, 조종사는 로컬라이저 신호를 기반으로 방향을 조정할 수 있다.

### 구성 및 동작 원리
로컬라이저는 활주로 끝부분에 위치한 **로컬라이저 송신기(localizer transmitter)**에서 신호를 송출하며, 신호는 항공기의 수신기를 통해 계기 디스플레이에 표시된다.
- 주파수 신호:
  - 로컬라이저는 90Hz(좌측), 150Hz(우측) 신호를 송출한다.
  - 항공기가 활주로 중심선에서 왼쪽으로 벗어나면 90Hz 신호가 강해지고, 오른쪽으로 벗어나면 150Hz 신호가 강해진다.
  - 조종사는 계기상에 나타나는 신호를 보고 항공기의 좌우 방향을 조정하여 활주로 중심선에 정렬한다.
- 신호 범위:
  - 일반적으로 최대 25 해리(NM) 거리에서 신호를 수신할 수 있다.
  - 활주로 중심선에서 700ft(약 213m) 폭 내에서 높은 정밀도로 안내가 가능하다.

### 로컬라이저와 항공기 계기 표시
로컬라이저 신호는 조종석 계기(Primary Flight Display, PFD)에서 표시되며, 이 표시가 중앙에 위치하도록 조종사는 항공기를 조정해야 한다.
- 좌측 편향(Too Far Left): 표시가 오른쪽으로 치우쳐 있으며, 조종사는 우측으로 방향을 조정해야 한다.
- 우측 편향(Too Far Right): 표시가 왼쪽으로 치우쳐 있으며, 조종사는 좌측으로 방향을 조정해야 한다.
- 정렬 완료(On Course): 표시가 중앙에 위치하며, 항공기는 활주로 중심선에 정렬된 상태이다.

### 로컬라이저와 계기 착륙 시스템 (ILS) 관계
로컬라이저는 **ILS(Instrument Landing System)**의 구성 요소 중 하나로, **활공각(Glide Slope, GS)**과 함께 동작하여 3차원 착륙 경로를 제공한다.
- 로컬라이저(LOC): 항공기의 좌우 방향을 안내.
- 활공각(Glide Slope, GS): 항공기의 수직(고도) 방향을 안내.

ILS는 두 신호를 조합하여 정확한 자동착륙 또는 수동 착륙을 지원한다.

## 마커 비컨 (Marker Beacon)
**마커 비컨(Marker Beacon)**은 계기착륙시스템(ILS, Instrument Landing System)의 보조 장비로, 항공기가 착륙 접근 중 특정 지점에 도달했음을 조종사에게 알리는 역할을 한다. 마커 비컨은 활주로와의 거리를 기준으로 **외부 마커(Outer Marker, OM), 중간 마커(Middle Marker, MM), 내부 마커(Inner Marker, IM)**로 나뉜다.

### 기능 및 역할
마커 비컨은 75MHz 주파수로 작동하며, 각 위치별로 다른 오디오 신호와 계기 표시등을 제공한다. 이를 통해 조종사는 시각 및 청각적으로 현재 위치가 착륙 경로에서 어느 지점인지 확인할 수 있다.
- 정확한 착륙 접근 안내: 항공기가 마커 비컨을 통과할 때, 특정 주파수의 신호를 받아 계기 패널에 **시각적 신호(등)**가 표시되고, 동시에 **청각적 신호(음)**가 발생한다.
- 자동 착륙 시스템 지원: 일부 자동착륙(autoland) 시스템은 마커 비컨 정보를 활용하여 자동으로 착륙 경로를 조정한다.

### 마커 비컨의 종류
| 마커 종류                                           | 위치                  | 색상   | 신호음 패턴                               | 역할                                          |
| --------------------------------------------------- | --------------------- | ------ | ----------------------------------------- | --------------------------------------------- |
| 외부 마커 (Outer Marker, OM)                        | 활주로 3.5~6NM 전방   | 파란색 | 연속적인 점(dot) 소리 (--- --- ---)       | 항공기가 ILS 접근 경로에 진입했음을 알림      |
| 중간 마커 (Middle Marker, MM)                       | 활주로 3,500피트 전방 | 주황색 | 점과 대시 혼합(dot-dash) 소리 (- . - . -) | 착륙 임계점 근처에 도달했음을 알림            |
| 내부 마커 (Inner Marker, IM) (일부 공항에서만 사용) | 활주로 바로 앞        | 흰색   | 연속적인 대시(dash) 소리 ( . . . )        | 최소 착륙 결정고도(MDA, DH)에 도달했음을 알림 |

📌 참고: 일반적으로 OM과 MM이 가장 많이 사용되며, IM은 주로 특수한 공항에서만 설치됨.

### 마커 비컨과 조종사 계기 표시
마커 비컨의 신호는 항공기 계기 패널에 색상별 표시등과 오디오 신호로 나타난다.
- OM(파란색): 항공기가 착륙 접근 경로에 진입했음을 알림.
- MM(주황색): 활주로 근처로 접근하고 있으며, 조종사는 최종 착륙 결정을 해야 함.
- IM(흰색): 최소 착륙 결정고도(MDA/DH)에 도달.

조종사는 이 신호를 보고 착륙을 지속할지, 복행(Go-Around)할지를 판단한다.

### 마커 비컨과 ILS 착륙 시스템의 관계
마커 비컨은 로컬라이저(localizer, LOC) 및 글라이드 패스와 함께 동작하여 '정확한 착륙 경로'를 제공한다.
- 로컬라이저(LOC): 좌우 방향 안내
- 글라이드 패스: 고도(수직 방향) 안내
- 마커 비컨: 착륙 접근 경로에서 '현재 위치 확인'

이러한 시스템을 통해 조종사는 '안전하고 정확한 착륙 접근'을 수행할 수 있다.

## 같이 보기
- 이륙
- 항공
- 착륙
- 오토파일럿
- 시계 비행(VFR)
- 계기 비행(IFR)
- 운항정보 교신시스템(ACARS)
- 트랜스폰더